# Kirani James
Kirani James (Saint George, 1 de septiembre de 1992) es un deportista granadino que compite en atletismo, especialista en las carreras de velocidad, campeón mundial y olímpico (Londres 2012).
Participó en tres Juegos Olímpicos de Verano, obteniendo tres medallas, oro en Londres 2012, plata en Río de Janeiro 2016 y bronce en Tokio 2020, en la prueba de 400 m.
Ganó tres medallas en el Campeonato Mundial de Atletismo entre los años 2011 y 2022.

## Trayectoria deportiva
En el Campeonato Mundial Júnior de 2009 obtuvo dos medallas de oro (200 m y 400 m), y al año siguiente revalidó el título júnior en los 400 m.
En el Campeonato Mundial de Atletismo de 2011 ganó la medalla de oro en los 400 m con una marca de 44,60 s, por delante de LaShawn Merritt y Kévin Borlée. En el Mundial de 2015 consiguió la medalla de bronce en la misma distancia, con un tiempo de 43,78 s. En el Mundial de 2022 obtuvo la medalla de plata, con un tiempo de 44,48 s.
En su primera participación olímpica, Londres 2012, se proclamó campeón en los 400 m (con una marca de 43,94 s), venciendo al dominicano Luguelín Santos (segundo) y el trinitense Lalonde Gordon (tercero). En Río de Janeiro 2016 fue medallista de plata en la misma prueba, al quedar segundo en la final, por detrás del sudafricano Wayde van Niekerk. Su tercera medalla olímpica la consiguió en Tokio 2020, bronce en los 400 m, al ser tercero en la final por detrás del bahameño Steven Gardiner y del colombiano Anthony Zambrano.
Fue el abanderado de Granada en los Juegos de Londres 2012 y Río de Janeiro 2016. En 2022 fue nombrado comendador de la Orden del Imperio Británico (CBE).

## Palmarés internacional
| Juegos Olímpicos   | Juegos Olímpicos        | Juegos Olímpicos  | Juegos Olímpicos |
| Año                | Lugar                   | Medalla           | Prueba           |
| ------------------ | ----------------------- | ----------------- | ---------------- |
| 2012               | Londres (Reino Unido)   | Medalla de oro    | 400 m            |
| 2016               | Río de Janeiro (Brasil) | Medalla de plata  | 400 m            |
| 2020               | Tokio (Japón)           | Medalla de bronce | 400 m            |
| Campeonato Mundial |                         |                   |                  |
| Año                | Lugar                   | Medalla           | Prueba           |
| 2011               | Daegu (Corea del Sur)   | Medalla de oro    | 400 m            |
| 2015               | Pekín (China)           | Medalla de bronce | 400 m            |
| 2022               | Eugene (Estados Unidos) | Medalla de plata  | 400 m            |